# Tanyproctus rufidens
Tanyproctus rufidens är en skalbaggsart som beskrevs av Sylvain Auguste de Marseul 1879. Tanyproctus rufidens ingår i släktet Tanyproctus och familjen Melolonthidae. Inga underarter finns listade i Catalogue of Life.